# Ivánovski (Novokubansk, Krasnodar)
Ivánovski (del ruso: Ивановский) es un jútor del raión de Novokubansk en el krai de Krasnodar de Rusia. Está situado en las llanuras de la orilla izquierda del río Kubán, 9 km al noroeste de Novokubansk y 152 km al este de Krasnodar. Tenía 106 habitantes en 2010.
Pertenece al municipio Verjnekubánskoye.

## Transporte
Por la localidad pasa la carretera federal M29 Cáucaso.